# Уленгут, Пауль
Пауль Уленгут (нем. Paul T. Uhlenhuth; 7 января 1870, Ганновер — 13 декабря 1957, Фрайбург-в-Брайсгау) — немецкий бактериолог и гигиенист.

## Биография
Уленгут получил медицинское образование в Академии военно-медицинского образования имени кайзера Вильгельма в Берлине и получил должность ассистента у Роберта Коха, а впоследствии старшего врача у Фридриха Лёффлера в Грайфсвальде. Там в 1903 году Уленгут получил звание титулярного профессора, в 1905 году — приват-доцента гигиены. В 1906—1911 годах Уленгут занимал должность директора бактериологического отдела в Имперском ведомстве здравоохранения. В 1911 году Уленгут получил место на кафедре гигиены и бактериологии в Страсбурге. Далее Уленгут служил профессором Марбургского университета, а с 1923 года работал во Фрайбургском университете.
После прихода к власти национал-социалистов Уленгут подписал 11 апреля 1933 года распоряжение об увольнении своих коллег еврейского происхождения. В 1937 году вступил в НСДАП. Во Вторую мировую войну в 1944 году, являясь внештатным членом научного сената военно-санитарного ведомства, обращался в Верховное командование вермахта с просьбой разрешить проведение опытов по иммунизации цветных военнопленных.

## Награды
- Медаль Котениуса (1937)
- Орден «За заслуги перед Федеративной Республикой Германия» (1955).

В 1950 году получил звание почётного гражданина Фрайбурга.

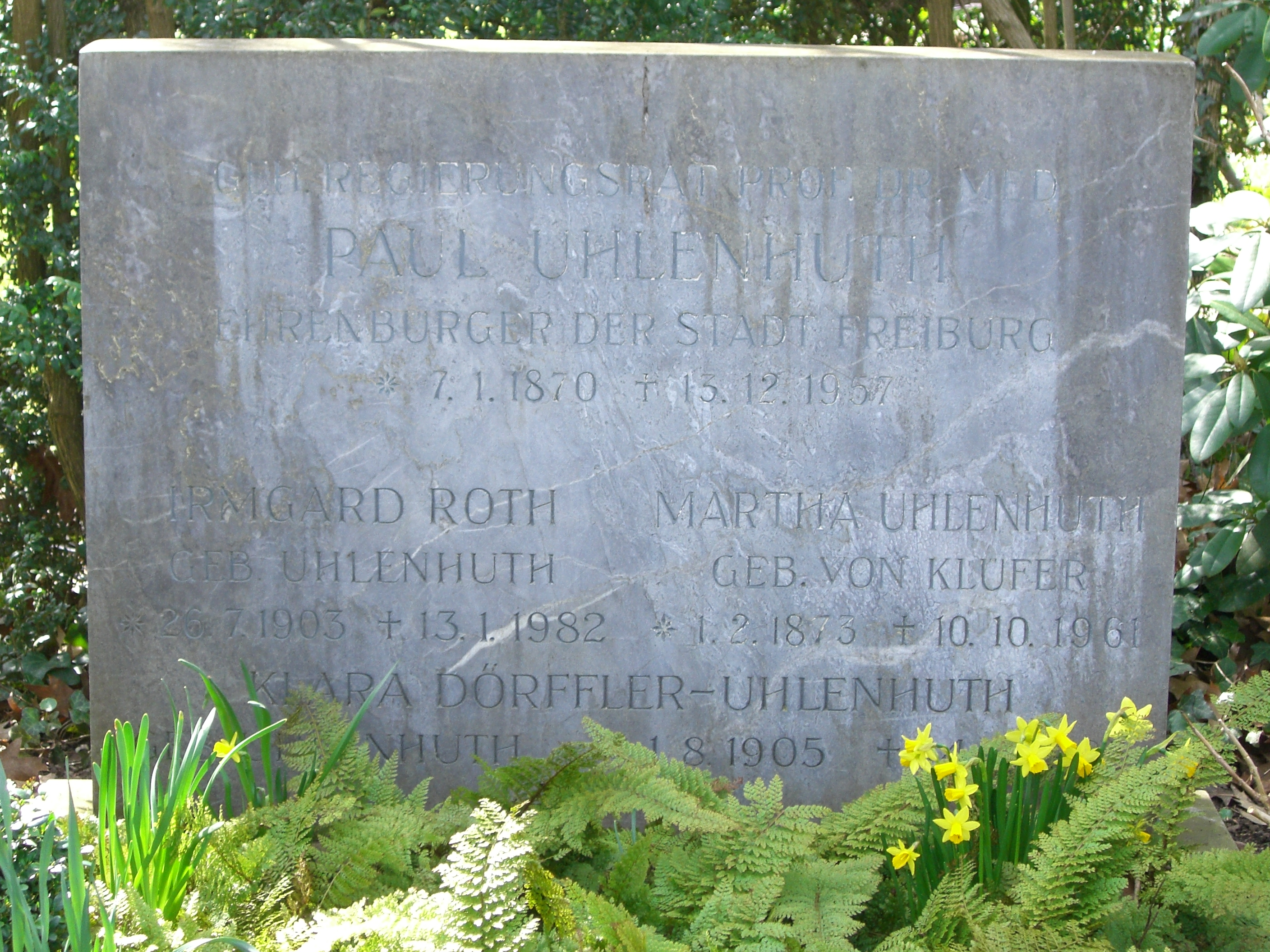
Могила Уленгута на фрайбургском кладбище

## Научная деятельность
В 1901 году Уленгут разработал важный судебно-медицинский метод биологической дифференциации белков для определения различных видов крови, а также создал сыворотки от свиной чумы и ящура.
В 1915 году Уленгут обнаружил возбудителей болезни Васильева — Вейля и создал сыворотку для её лечения. Кроме того Уленгут обосновал лечение сифилиса мышьяком, а также работал в области химиотерапии.

## Работы
- Das biologische Verfahren zur Erkennung und Unterscheidung von Menschen- und Tierblut sowie anderer Eiweißsubstanzen und seine Anwendung in der forensischen Praxis : ausgew. Sammlung von Arbeiten u. Gutachten. Jena: Fischer, 1905
- Entwicklung der Chemotherapie, 1933